# 1115
| Calendário gregoriano                                                        | 1115 MCXV                                            |
| Ab urbe condita                                                              | 1868                                                 |
| Calendário arménio                                                           | 564 – 565                                            |
| Calendário bahá'í                                                            | -729 – -728                                          |
| Calendário budista                                                           | 1659                                                 |
| Calendário chinês                                                            | 3811 – 3812 Início a 28 de janeiro (aproximadamente) |
| Calendário copta                                                             | 831 – 832                                            |
| Calendário etíope                                                            | 1107 – 1108                                          |
| Calendários hindus - Vikram Samvat - Calendário nacional indiano - Cáli Iuga | 1170 – 1171 1036 – 1037 4215 – 4216                  |
| Calendário Holoceno                                                          | 11115                                                |
| Calendário islâmico                                                          | 508 – 509                                            |
| Calendário judaico                                                           | 4875 – 4876                                          |
| Calendário persa                                                             | 493 – 494                                            |
| Calendário rúnico                                                            | 1365                                                 |
| Calendário solar tailandês                                                   | 1658                                                 |

1115 (MCXV, na numeração romana) foi um ano comum do século XII do Calendário Juliano, da Era de Cristo, a sua letra dominical foi C (52 semanas), teve início a uma sexta-feira e terminou também a uma sexta-feira.
No território que viria a ser o reino de Portugal estava em vigor a Era de César que já contava 1153 anos.
| Ano completo                       |
| ---------------------------------- |
| Ano comum com início à sexta-feira |

## Eventos
- Participação de D. Teresa, viúva do conde D. Henrique, na Cúria Régia de Leão.
- Isenção da diocese do Porto em relação à metrópole bracarense.

## Nascimentos
- Gaucher II de Châtillon (m. 1147) foi um nobre medieval francês e Senhor de senhor de Châtillon, de Troissy e de Montjay.
- Pedro Pais da Silva, alcaide-mór de Coimbra.

## Mortes
- 1 de Maio - Teodorico II de Lorena n. 1050.
- Olavo Magnusson, rei da Noruega (n. 1099)